# هنري لانغلي
هنري لانغلي هو مهندس معماري كندي، ولد في 26 نوفمبر 1836 في تورونتو في كندا، وتوفي بنفس المكان في 1907.